# Onitis guineensis
Onitis guineensis är en skalbaggsart som beskrevs av Gillet 1918. Onitis guineensis ingår i släktet Onitis och familjen bladhorningar. Inga underarter finns listade i Catalogue of Life.